# タルハナ

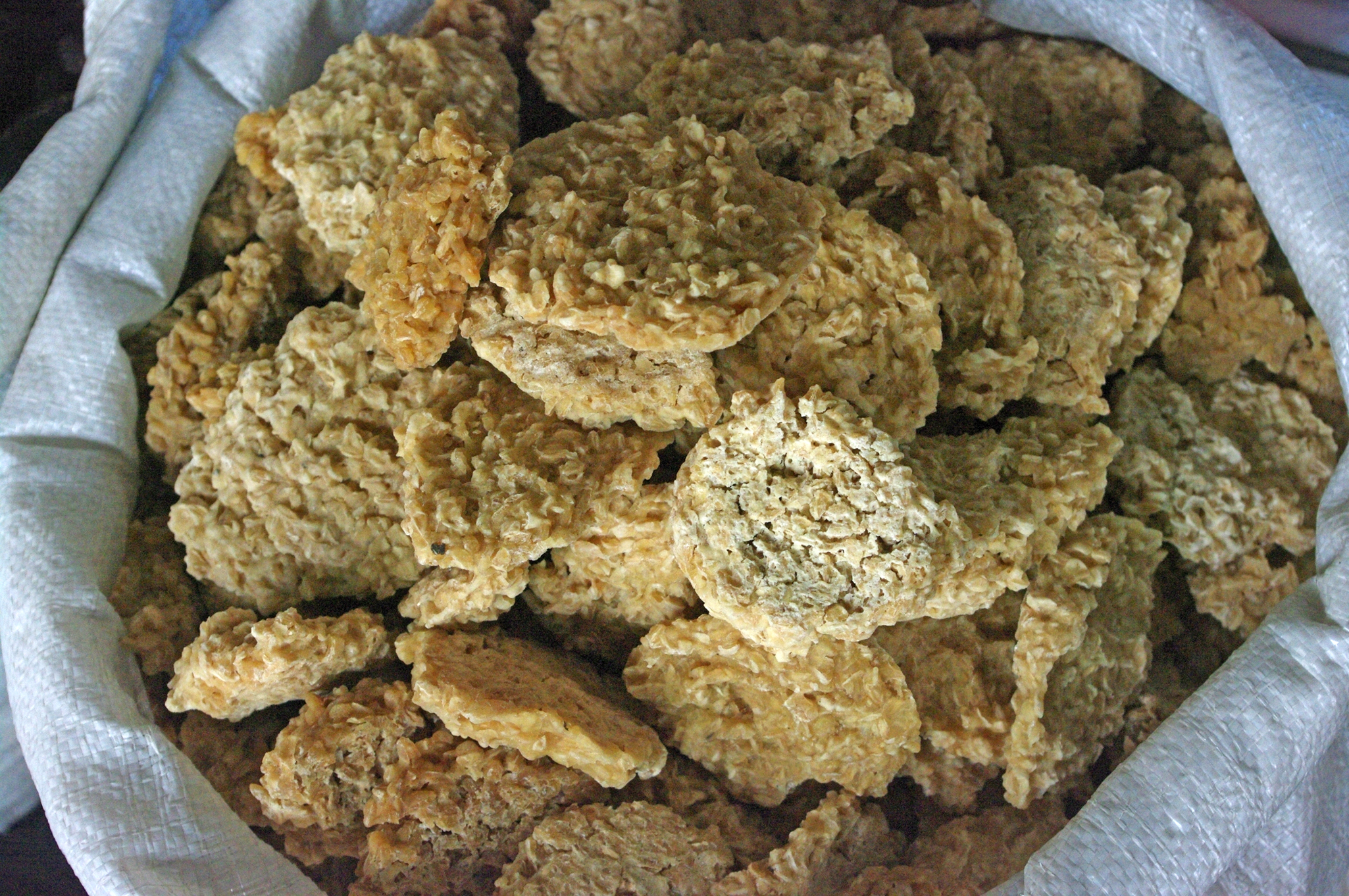
タルハナ

タルハナ（Tarhana）は、ヨーグルトと小麦を混ぜて発酵・乾燥させた顆粒状の食品である。おもにトルコで作られ、水に溶かしてスープの素として食べられる。

## 概要

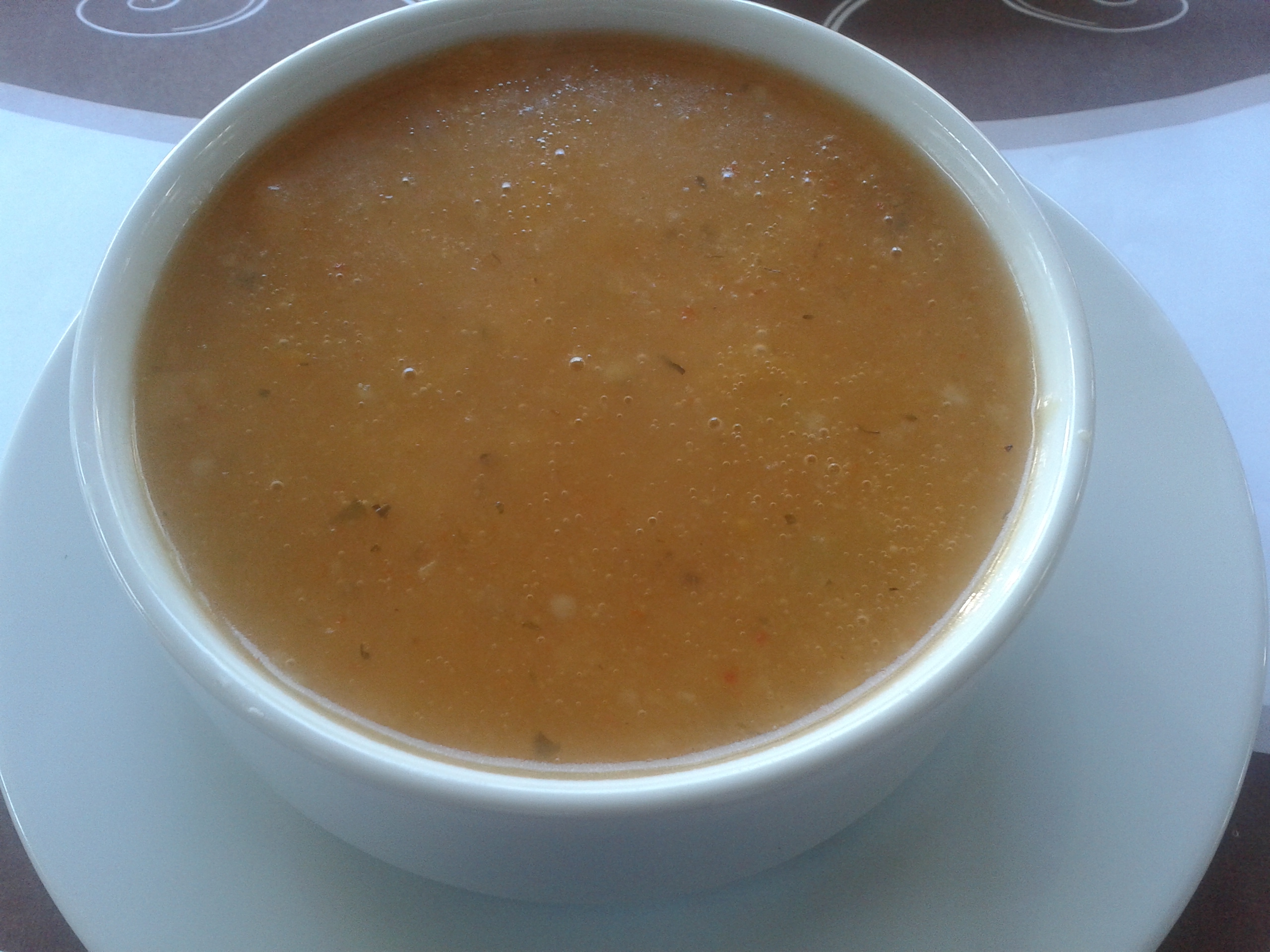
タルハナのスープ

おもにトルコのアナトリアの農村地域で盛んに作られていた保存食品であり、夏の時期にとれた乳製品を加工して作られている。顆粒状であり、水に溶かしてスープとして食べられる。料理研究家の荻野恭子はタルハナで作ったスープ「タルハナ・チョルバス」を「トルコのおふくろの味」「ほんのりとした酸味のある、独特な乳の味」と評している。

## 製法
使用される材料にはさまざまなバリエーションがあり、中央から東部アナトリアにかけては小麦粉とヨーグルト中心のもの、トラキアでは小麦粉とヨーグルトにトマトや玉ねぎを加えたもの、エーゲ海地方のキュタヒヤ県ではセイヨウサンシュユの果汁を加えたものが作られている。
岡崎伸也『食で巡るトルコ』(2023)では東トラキア地域のエディルネのとある一般家庭でのレシピが紹介されており、材料は赤ピーマン、トマト、玉ねぎ、水切りヨーグルト、セモリナ、塩、トマトペースト、酵母、小麦粉であった。作り方は、野菜をみじん切りにしたのち鍋で煮込み、水分が飛んだら他の材料と混ぜて生地状になるまでこねる。出来上がった生地を布にくるんで寝かせ、その間は毎日15分ほど生地を捏ねて発酵を促進させる必要がある。発酵を始めて8 – 15日ほど経過したら細かくちぎって乾燥させ、粉状に砕いて保存する。